# Vyrus

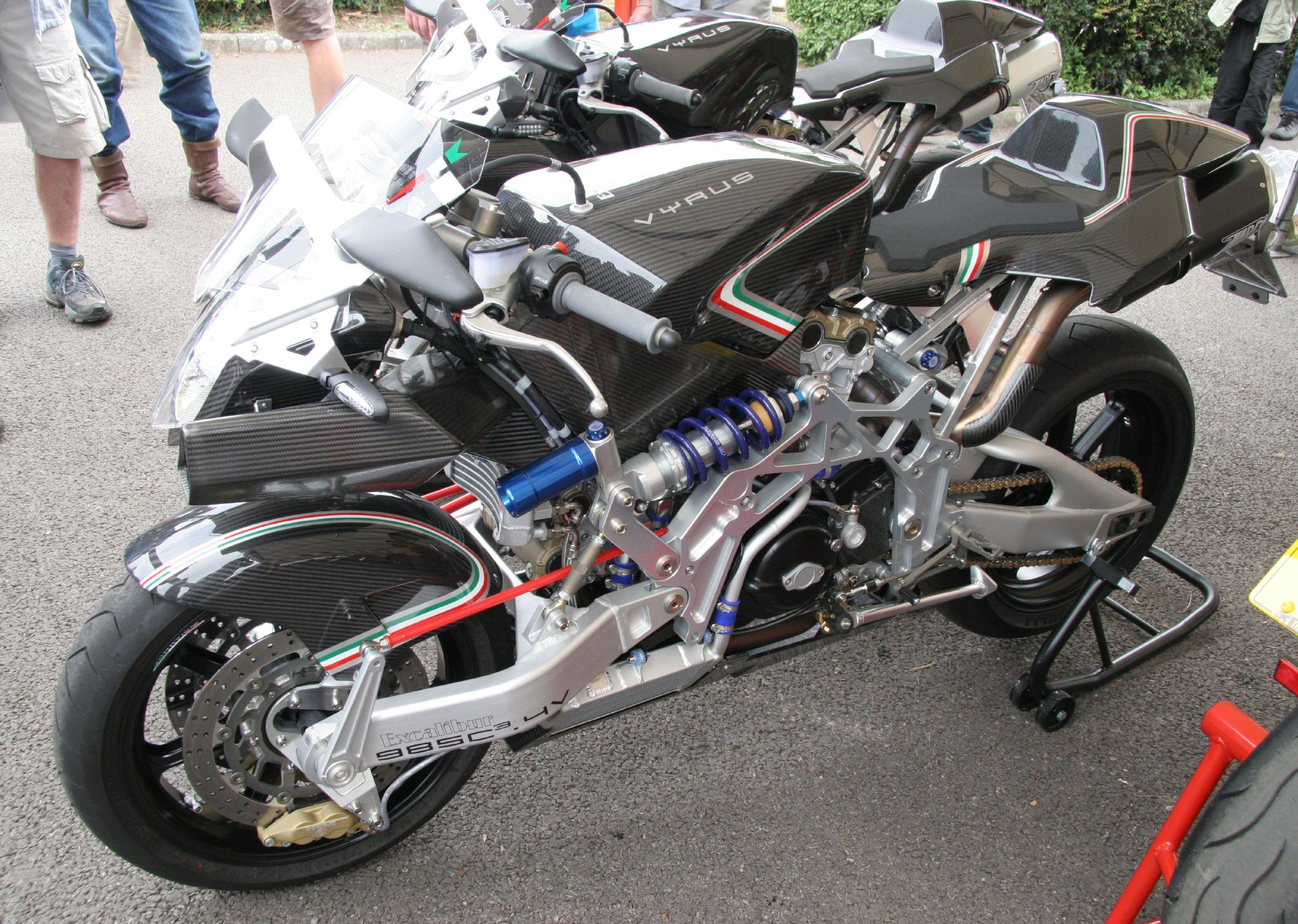
Vyrus 985 C3

Vyrus es un fabricante de motocicletas italiano con sede en Coriano (Italia).

## Historia
Vyrus trabajó inicialmente junto al fabricante Bimota en el desarrollo evolutivo de la moto "Tesi", de Bimota.  "Tesi", que significa tesis en italiano, tuvo sus orígenes como un proyecto de ingeniería universitario vinculado a Massimo Tamburini. El diseño de Tesi se distinguió fácilmente por el uso de su disposición de suspensión delantera de dirección central Hub. Vyrus se separó de la Bimota y completó la primera evolución del desarrollo de Tesi, comercializando la moto bajo su propio nombre.
En la actualidad, Vyrus tiene dos modelos: 984 C3 2V (con un motor Ducati de dos válvulas refrigerado por aire) y 985 C3 4V (de nuevo, con un motor Ducati de 4 válvulas refrigerado por agua). Ambos con un desplazamiento de casi 1000 cm³. El 984 tiene un gemelo en V (que los italianos prefieren llamar gemelo "L", dado el arreglo del cilindro), con motor Ducati de 2 válvulas que desarrolla 90,5 HP. El otro modelo, el 985 tiene un V-gemelo de 4 válvulas con motor de Ducati que desarrolla 150 HP.
Los ingenieros de la compañía provienen de otras compañías de éxito, como Ducati o Bimota.

## Modelos
| Modelo                            | Motor                    | Producción | Años de producción |
| --------------------------------- | ------------------------ | ---------- | ------------------ |
| Bimota Tesi 2/D & Vyrus 984 C³ 2V | Ducati 1000 Monster      | 100        | 2002 - 2009        |
| Vyrus 985 C³ 4V                   | Ducati 999 R             | 25         | 2004 - 2008        |
| Vyrus 986 M2                      | Honda CBR600RR Fireblade |            | 2011               |
| Vyrus 987 C³ 4V                   | Ducati 1098              |            | 2010               |
| Vyrus RVC 2V08                    | Ducati 944 ST2           | 1          | 2008               |